# Oliver Eden, 8. Baron Henley

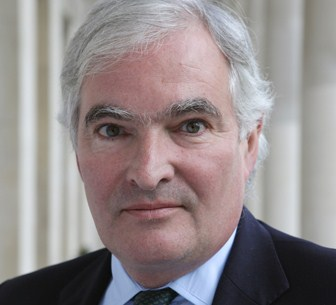
Lord Henley, 2011

Oliver Michael Robert Eden, 8. Baron Henley, 6. Baron Northington (* 22. November 1953) ist ein britischer Politiker der Conservative Party und Mitglied der House of Lords.

## Leben und Karriere
Er ist der älteste Sohn und viertes Kind von Michael Eden, 7. Baron Henley, 5. Baron Northington, und Nancy Mary Walton. 1975 schloss er sein Studium an der Durham University als Bachelor of Arts ab. 1977 wurde er vom Middle Temple als Barrister zugelassen. Als sein Vater am 20. Dezember 1977 starb, erbte er dessen Adelstitel. Im Gegensatz zum irischen Titel Baron Henley war der Titel Baron Northington, der zur Peerage of the United Kingdom gehört, mit einem erblichen Sitz im House of Lords verbunden.
Unter Margaret Thatcher diente er von 1989 bis Juli 1990 im House of Lords als Whip. Er wurde Parliamentary Under-Secretary of State im Sozialministerium und behielt diese Position unter John Major. 1993 wechselte er ins Arbeitsministerium, bevor er 1994 ins Verteidigungsministerium wechselte. 1995 wurde er zum Minister of State befördert und diente im neugruppierten Bildungs- und Arbeitsministerium, bis die konservative Regierung die Unterhauswahlen 1997 verlor.
Mit dem House of Lords Act 1999 wurde auch Lord Henleys direkter erblicher Anspruch auf einen Sitz im House of Lords abgeschafft. Er wurde jedoch als einer von jenen 92 erblichen Peers gewählt, die ihren Sitz im House of Lords behalten durften. 
Nach den Unterhauswahlen 2010 wurde er zum Parliamentary Under-Secretary of State ernannt im Ministerium für Umwelt, Ernährung und ländlichen Raum im Kabinett Cameron I. Am 16. September 2011 wurde er Minister of State im Innenministerium mit Verantwortung für Kriminalprävention und Reduzierung anti-sozialen Verhaltens, er wurde damit Nachfolger der aus gesundheitlichen Gründen zurückgetretenen Baroness Browning.
Seit dem 11. Oktober 1984 ist er mit Caroline Patricia Sharp verheiratet. Mit ihr hat er drei Söhne und eine Tochter.